# Kafr Dariyan
Kafr Dariyan (tiếng Ả Rập: كفردريان cũng đánh vần là Kfar Drian) là một ngôi làng ở Syria, thuộc chính quyền của tỉnh Idlib. Nó nằm trên sườn phía bắc của dãy núi Harim. Các địa phương gần đó bao gồm Sarmada ở phía đông, Killi ở phía nam, Qurqania ở phía tây nam và Barisha ở phía tây. Theo Cục Thống kê Trung ương Syria (CBS), Kafr Dariyan có dân số 3.580 vào năm 2004.